# Santa Mónica (San José)
Santa Mónica ist eine vormals eigenständige Ortschaft in Uruguay, die seit dem 25. Oktober 2006 zur neugeschaffenen Stadt Ciudad del Plata gehört, deren Barrio sie nun ist.

## Geographie
Santa Mónica befindet sich auf dem Gebiet des Departamento San José in dessen Sektor 6. Der Ort liegt nordwestlich bzw. westlich von Safici (Parque Postel) und Monte Grande sowie nördlich der am Río de la Plata gelegenen Playa Pascual und Delta del Tigre y Villas. Im Norden fließt in wenigen Kilometern Entfernung der Río Santa Lucía.

## Infrastruktur
Durch Santa Mónica führt die Ruta 1.

## Einwohner
Die Einwohnerzahl von Santa Mónica beträgt 1.662 (Stand: 2011), davon 819 männliche und 843 weibliche.
| Jahr | Einwohner |
| ---- | --------- |
| 1963 | -         |
| 1975 | -         |
| 1985 | 745       |
| 1996 | 1.298     |
| 2004 | 1.440     |
| 2011 | 1.662     |

Quelle: Instituto Nacional de Estadística de Uruguay